# Mogollon Rim
Mogollon Rim (letteralmente traducibile dalla lingua inglese in "scarpata di Mogollon", più propriamente "catena montuosa di Mogollon") è una regione di interesse topografico e geologico che si estende nello stato americano dell'Arizona. Si estende per circa 320 km², iniziando dal nord della contea di Yavapai e giungendo verso est al confine con il Nuovo Messico. Forma il margine meridionale dell'altopiano del Colorado, sempre in Arizona.

## Descrizione
La regione di Mogollon Rim è composta da una serie di scarpate che definisce il bordo sud-occidentale dell'altopiano del Colorado. Le sue parti centrali e più suggestive sono formate da alte rupi di calcare e arenaria: queste ultime sono così suggestive che i geologi statunitensi le classificano come calcare di Kaibab (Kaibab limestone) e arenaria di Coconino (Coconino sandstone). L'origine della scarpata si deve all'erosione e alla presenza di varie faglie responsabili della creazione di spettacolari gole, tra cui il Fossil Creek Canyon e il Pine Canyon. Il nome Mogollon si deve a Don Juan Ignacio Flores Mogollón, governatore spagnolo del Nuovo Messico dal 1712 al 1715.
Gran parte della regione meridionale del gruppo montuoso è tra i 1.200 e i 1.500 m s.l.m., con le cime più alte che raggiungono i 2.100 m. Ampie pinete di Pinus ponderosa si trovano sia sulle pendici che sugli altopiani a nord.  La zona è importante dal punto di vista floristico e faunistico, con specie caratteristiche delle Montagne Rocciose che vivono nei pressi delle vette e specie native della Sierra Madre Occidentale messicana e delle Madrean Sky Islands (foreste montane a cavallo tra USA e Messico) nel piano montano.
I calcari e le arenarie della Mogollon Rim si sono formati da sedimenti depositatisi nel periodo Carbonifero e Permiano. Molte delle formazioni rocciose oggi visibili, sono riscontrabili anche sul Grand Canyon. In molti luoghi, le scarpate sono ricoperte da strati più o meno profondi di lave basaltiche.
Lo strato che forma l'arenaria di Coconino è costituito da spettacolari scarpate bianche, a volte alte diverse centinaia di metri. Questa formazione del periodo Permiano è dovuta a processi eolici, innescati dal vento.

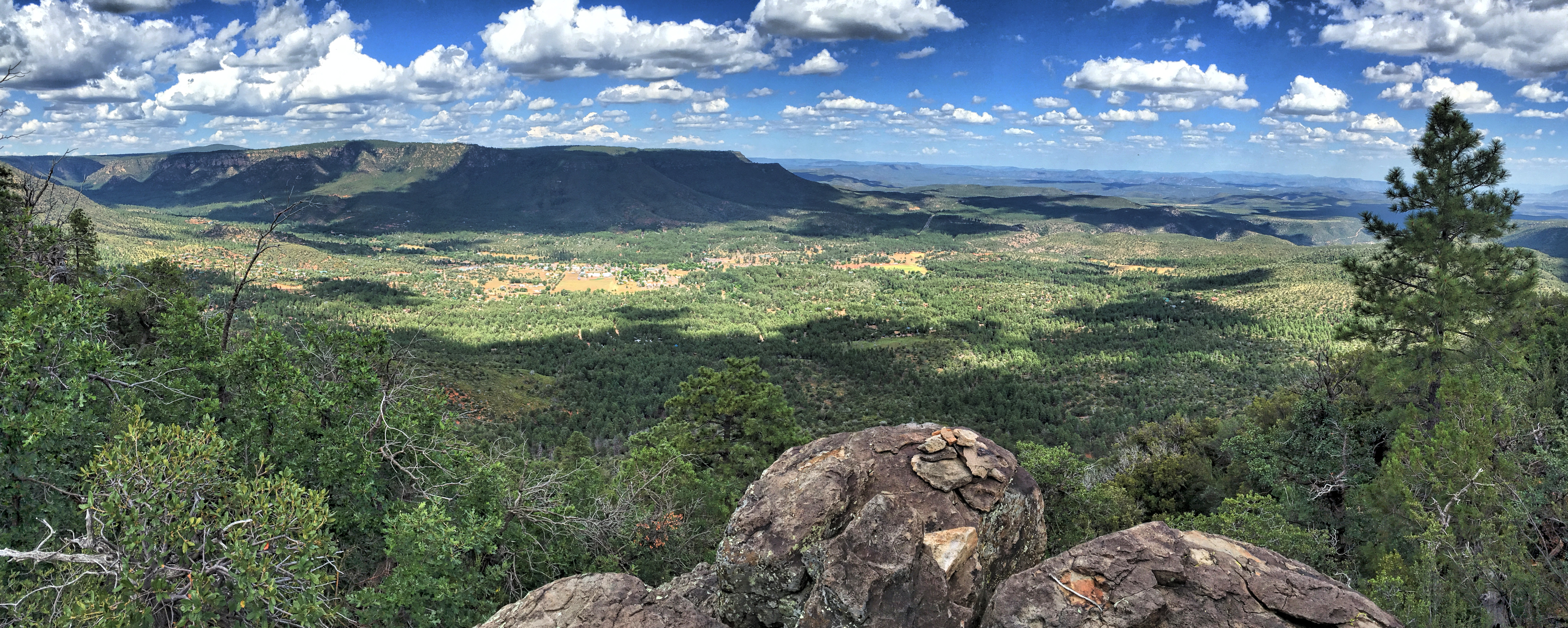
Boschi nella regione

Le città e i paesi siti nei pressi del complesso montuoso sono Payson, Sedona, Show Low, Alpine e Pinetop-Lakeside. La Mogollon Rim è praticamente secata in due dalla Interstate 17 che collega Flagstaff a Phoenix.
Nel giugno 2002, la regione orientale della catena fu teatro del secondo incendio più grande dell'Arizona, quando bruciarono circa 1.900 km² di bosco. Il rogo divenne noto a livello mediatico come Rodeo–Chediski fire. La Mogollon Rim fu inoltre luogo dell'incendio di Dude (Dude fire) che scoppiò il 26 giugno 1990. Questo incendio crebbe fino a coprire oltre 120 km², causando la morte di sei pompieri. Altri episodi hanno ridotto la dimensione della regione verde e i rischi di rivedere le fiamme restano alti, nonostante gli sforzi tentati di creare delle linee tagliafuoco e l'accumulo di combustibile secco disponibile.

## Nella cultura di massa
L'autore di romanzi western Zane Grey costruì una capanna da caccia in questa zona, a nord-est di Payson e nei pressi di Tonto Creek. La cabina fu restaurata dal magnate degli impianti di climatizzazione Phoenix William Goettl alla fine degli anni '60, ma fu distrutta dal Dude fire nel 1990. Il romanzo di Louis L'Amour The Sackett Brand, ambientato vicino alla Mogollon Rim, include varie descrizioni delle sue scarpate.
È altresì nota per essere il luogo in cui vivrebbe il mostro di Mogollon, una creatura leggendaria simile a Bigfoot.